# Copiphana ferrieri
Copiphana ferrieri är en fjärilsart som beskrevs av Bellier de la Chavignerie 1857. Copiphana ferrieri ingår i släktet Copiphana och familjen nattflyn. Inga underarter finns listade i Catalogue of Life.